# Эдлунд, Кристоффер
Кристоффер Эдлунд (швед. Christoffer Edlund; 3 февраля 1987 года) — шведский игрок в хоккей с мячом, нападающий шведского клуба "Вилла Лидчёпинг".

## Карьера
Начал карьеру в "Ветланде", где выступал до 2009 года. С 2009 по 2014 играл за "Сандвикен", в котором за 154 игр забил 380 голов.
В сезоне 2013/2014 стал лучшим бомбардиром чемпионата Швеции с 92 мячами и получил награду "Игрок года". 
В 2014 году подписал контракт с красноярским "Енисеем", с которым в сезоне 2014/2015 стал чемпионом России, был включён в список 22 лучших игроков сезона. В 30 играх забил 62 гола и сделал 30 результативных передач. В 14 играх на Кубок России набрал 32+12 очков.
В сезоне 2015/2016 вернулся в "Сандвикен".
Сезон 2019/2020 вновь провёл в "Енисее", забив 60 голов в 31 матче чемпионата.
В следующем сезоне вернулся в Швецию, где подписал контракт с клубом "Вилла Лидчёпинг". В том же сезоне в очередной раз стал чемпионом Швеции. В финале турнира забил третий гол в ворота АИК. Всего забил 78 голов в 29 играх сезона.

## Достижения

### Клубные
Чемпион Швеции (6): 2010/2011, 2011/2012, 2013/2014, 2020/2021,  2023/2024, 2024/2025 
Чемпион России: 2014/2015

### В составе сборной
Чемпион мира (2): 2009, 2010
Серебряный призёр чемпионата мира (2): 2014, 2015
Бронзовый призёр чемпионата мира: 2011

## Личная жизнь
Его отец - Кент Эдлунд, бывший профессиональный игрок в хоккей с мячом и тренер, чемпион мира и трижды чемпион Швеции в составе "Ветланды". 